# Bausch & Lomb Place
Il Bausch & Lomb Place è un grattacielo situato a Rochester (New York). È il secondo edificio più alto di Rochester, alto 401 piedi (122 metri) e con 20 piani, preceduto dalla Xerox Tower e seguito dalla Chase Tower. Qui risiede la sede principale dell'azienda ottica Bausch & Lomb. L'edificio è utilizzato esclusivamente a scopi aziendali, rendendolo così un grattacielo di soli uffici.